# あんこ (相撲)
あんことは、肉付きが良く丸い体型をした力士を指す相撲用語。和菓子の「餡子」ではなく、魚の「アンコウ」のような体型に喩えた言葉である。逆に、筋肉質や痩せ型の力士を鶏ガラの「スープ」の例えでそっぷと呼ぶ。

## 概要
あんこは伝統的に理想の力士像とされてきたが、近代相撲では動きが鈍いあんこ体型が上位に食い込むことは非常に難しくなってきている。また、あんこが過ぎるとバランスが悪くなり、自身の体重によって立ち回りが悪くなったり足腰を痛めやすくなったりする。
アマチュア相撲では小学生・中学生の選手が(余方としての生活があることを考慮せず)過度に増量するなどの勝利至上主義が問題となっており、元鶴竜の音羽山親方も引退後のトークショーでそのことを指摘している。
2023年大会の4年生部門のわんぱく横綱の大嶋将生の特集が中京テレビのYouTubeチャンネルで放映された際は、小学4年生で100kgに達していた大嶋の極度のあんこから、コメント欄でも「今からあの体型では大相撲での関取昇進は無理」という趣旨の冷ややかな声が目立った。

## あんこが顕著な力士の一例

### 引退力士
- 谷風梶之助 (2代)
- 秀ノ山雷五郎
- 境川浪右衛門
- 小錦八十吉 (横綱)
- 梅ヶ谷藤太郎 (2代)
- 常陸山谷右エ門
- 大錦卯一郎
- 玉錦三右エ門
- 東富士欽壹
- 吉葉山潤之輔
- 北の湖敏満
- 小錦八十吉 (1963年生)
- 増健亘志
- 須佐の湖善誉
- 栃乃藤達之
- 双津竜順一
- 大乃国康
- 雅山哲士
- 山本山龍太
- 大露羅敏
- 稀勢の里寛
- 徳真鵬元久
- 曙太郎
- 武蔵丸光洋
- 両国梶之助
- 大翔山直樹
- 高見山大五郎 (1944年生)
- 若見山幸平
- 豊ノ島大樹
- 豊ノ海真二
- 出島武春
- 魁皇博之
- 安芸乃島勝巳
- 久島海啓太
- 木﨑海伸之助
- 臥牙丸勝
- 千代鳳祐樹
- 舛ノ山大晴
- 高立直哉
- 魁猛
- 魁聖一郎
- 隆の里俊英
- 逸ノ城駿
- 琴勇輝一巖
- 德勝龍誠
- 朝弁慶大吉
- 大谷真惟
- 阿武咲奎也
- 照ノ富士春雄
- 碧山亘右
- 千代嵐慶喜
- 貴景勝貴信

### 現役力士
- 朝乃山英樹
- 千代丸一樹
- 王鵬幸之介
- 水戸龍聖之
- 明瀬山光彦
- 大翔丸翔伍
- 大奄美元規
- 志摩ノ海航洋
- 富士東和佳
- 友風勇太
- 矢後太規
- 正代直也
- 宇良和輝
- 熱海富士朔太郎
- 隆の勝伸明
- 大栄翔勇人
- 琴櫻将傑
- 豪ノ山登輝
- 千代栄栄太
- 剣翔桃太郎
- 湘南乃海桃太郎
- 伯桜鵬哲也
- 安芸乃山秀昭
- 大の里泰輝

## 派生語
あんこは日本のプロレスでも同様の意味で使われている。

### あんこ型レスラーの一例
- サンダー杉山
- 橋本真也
- 吉江豊
- マンモス佐々木
- 森嶋猛
- 浜亮太